# Tóth Károly (tanító)
Dobriczi Tóth Károly (Sárosmagyarberkesz, 1829. – Debrecen, 1902. március 16.) református leánytanító.

## Élete
Dobriczi Tóth Mózes községi jegyző és Kolozsvári Julianna fia. Szüleivel 1832-ben Felsőbányára költözött, ahol atyja falusi jegyző volt. 1842-ben a máramarosszigeti gimnázium I. osztályát, 1847-ben a bölcseleti I. évfolyamát végezte, amikor beállott honvédnek és mint huszárkáplár a gróf Károlyi-ezredben szolgált Világosig; innét hazatérve, egy évi bujdosás után 1850-ben a felsőbányai járásbíróságnál alkalmazták, majd a református egyház meghívta leánytanítói és orgonistai állomásra, ahol 12 évet eltöltvén, 1865-ben a máramarosszigeti református leányiskolához tanítónak és orgonistának választották; 1874-ben debreceni leánytanító lett. Az 1896. évi ezredéves országos kiállításban mint önálló kiállító vett részt; kiállított saját tanulmányának címe: Eszközgyűjtemény a betűk alaki ismeretéhez, egybekapcsolva az írva-olvasás tanításával; írt hozzá két alább nevezett munkát; ezért a bírálók elismerő oklevéllel tüntették ki. 1902-ben hunyt el Bright-kórban. Neje Kádas Emilia volt.

## Munkái
- Debreczeni új ABC. az elemi iskola I. osztálya számára. Debreczen, 1895.
- Vezérkönyv a betűk alaki ismeretéhez, egybekapcsolva az írva-olvasás tanításával. Uo. 1895.